# Sensibilité DIN
Pour les articles homonymes, voir DIN.
En photographie, la sensibilité DIN (Deutsches Institut für Normung) est une échelle de mesure de la sensibilité d'un film. Elle est aujourd'hui abandonnée au profit de l'échelle ISO. Contrairement à cette dernière, son évolution est logarithmique.

## Description
L'échelle DIN pour les films photographiques est une manière légèrement différente de mesurer la sensibilité d'un film photographique que l'échelle ISO (anciennement appelée échelle ASA). L'échelle DIN est logarithmique, tandis que ISO est une échelle linéaire. Une conversion stricte entre ISO et DIN ne peut pas être effectuée, mais pour les types de films normaux, une conversion approximative peut être effectuée : un doublement de la sensibilité (numéro ISO) correspond à une augmentation de 3 sur l'échelle DIN. Une conversion approximative de l'ISO en DIN est effectuée selon la formule suivante :
DIN = 1 + 10 * log10 (ISO)
Ainsi:
- 33 DIN 1600 ISO / ASA (film haute sensibilité mais à gros grains)
- 30 DIN 800 ISO/ASA
- 27 DIN 400 ISO/ASA
- 24 DIN 200 ISO/ASA
- 21 DIN 100 ISO/ASA
- 18 DIN 50 ISO / ASA (film à grain très fin)
- 15 DIN 25 ISO/ASA